# سام لافکین
سام لافکین (انگلیسی: Sam Lufkin؛ ‏ ۸ مهٔ ۱۸۹۱ – ۱۹ فوریهٔ ۱۹۵۲) بازیگر اهل ایالات متحده آمریکا بود.

## گزیدهٔ فیلم‌شناسی
- ارواح جن‌زده
- بندرگاه قدیمی!
- دستکاری نهایی
- اونها ترکوندن
- زندان
- جعبه موسیقی
- نخاله‌ها در دریا
- عاقله‌مردهای دست‌ودلباز
- به‌سوی غرب
- بیمارستان ولایت
- مأموران دریافت قسط
- کله‌پوک‌ها
- مردی گرداگرد شهر
- دقیقاً درست می‌گی
- ولشون کن بخندن
- ساده‌لوح در آکسفورد
- از صفر تا صد
- دست مریزاد
- لحظه سرنوشت‌ساز
- دو ملوان
- رقاص‌های پنج سنتی
- ما را ببخشید
- آیا مردان متأهل باید به خانه بروند؟
- کک‌های جنجال‌آفرین
- بیوهانکز